# Řípec
Řípec (německy Ripetz) je obec v okrese Tábor v Jihočeském kraji. Žije v ní 339 obyvatel. Řípec má 3 zastávky: jednu autobusovou a dvě železniční.

## Historie
První písemná zmínka o obci pochází z roku 1363.

## Rozšíření
Kolem roku 2000 se v západní části obce postavila nová ulice, kde vyrostlo asi 10 domů. Totéž se stalo kolem roku 2005, ale domy vyrostly pouze na jedné straně. Do budoucna se chystá, že se domy rozšíří i na druhou stranu.[zdroj?]

## Obyvatelstvo
| Rok            | 1869 | 1880 | 1890 | 1900 | 1910 | 1921 | 1930 | 1950 | 1961 | 1970 | 1980 | 1991 | 2001 | 2011 | 2021 |
| -------------- | ---- | ---- | ---- | ---- | ---- | ---- | ---- | ---- | ---- | ---- | ---- | ---- | ---- | ---- | ---- |
| Počet obyvatel | 377  | 362  | 400  | 443  | 469  | 498  | 468  | 414  | 439  | 379  | 335  | 264  | 287  | 316  | 350  |
| Počet domů     | 53   | 60   | 62   | 69   | 68   | 71   | 85   | 102  | 108  | 102  | 93   | 108  | 120  | 130  | 136  |

## Obecní správa
Při sčítání lidu v letech 1850–1869 Řípec patřil jako osada obce k Doňovu v okrese Třeboň. V letech 1880–1975 byl obcí v okrese Třeboň (1880–1930), poté v okrese Soběslav (1950) a později v okrese Tábor. Od 1. ledna 1976 do 23. listopadu 1990 patřil jako část města k Veselí nad Lužnicí a od 24. listopadu 1990 je opět samostatnou obcí.

### Obecní symboly
Znak a vlajka byly obci uděleny rozhodnutím předsedy Poslanecké sněmovny Parlamentu České republiky dne 11. května 2006.

## Doprava
Řípec má 2 železniční zastávky. Obě dvě vedou do stanice Veselí nad Lužnicí. Jedna je součástí 4.koridoru směrem na Prahu a České Budějovice. Druhá leží na trati 225 směrem na Havlíčkův Brod.
U Řípce je most, který je součástí stavby dálnice D3. Je zde také úrovňová křižovatka se železnicí, která vede ke křižovatce silnic do Dráchova, Soběslavi a Veselí nad Lužnicí a na druhou stranu do Jindřichova Hradce, kde je odbočka na Řípec. Součástí již zmíněné stavbě bude vybudován nový sjezd z mimoúrovňové křižovatky, který přemostí železnici a vyústí přímo na hlavní silnici spojující Soběslavi a Veselí nad Lužnicí. Současná úrovňová křižovatka je jen provizorní do doby, než bude zahájena stavba koridoru na tomto úseku.

## Pamětihodnosti
- Kostel Nanebevzetí Panny Marie
- Kříž před kostelem
- Kříž mezi silnicí vedoucí ke vsi a polní cestou směřující k dalšímu křížku
- Kaplička na severu obce
- Pomník obětem první světové války
- Památkově chráněný kamenný rozcestník poblíž křižovatky U Sloupu mezi Řípcem a Dráchovem

## Další fotografie

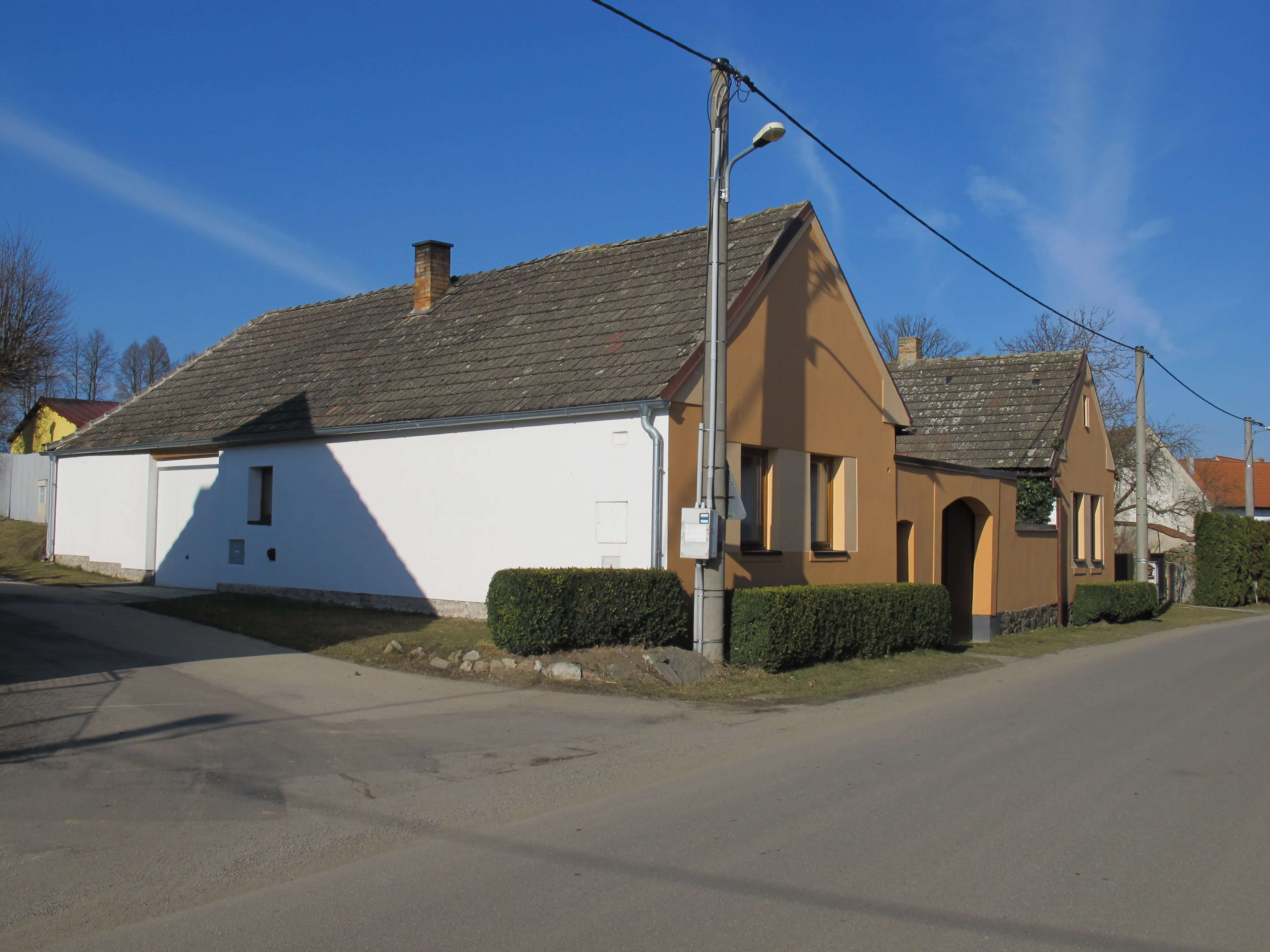
Dům čp. 45
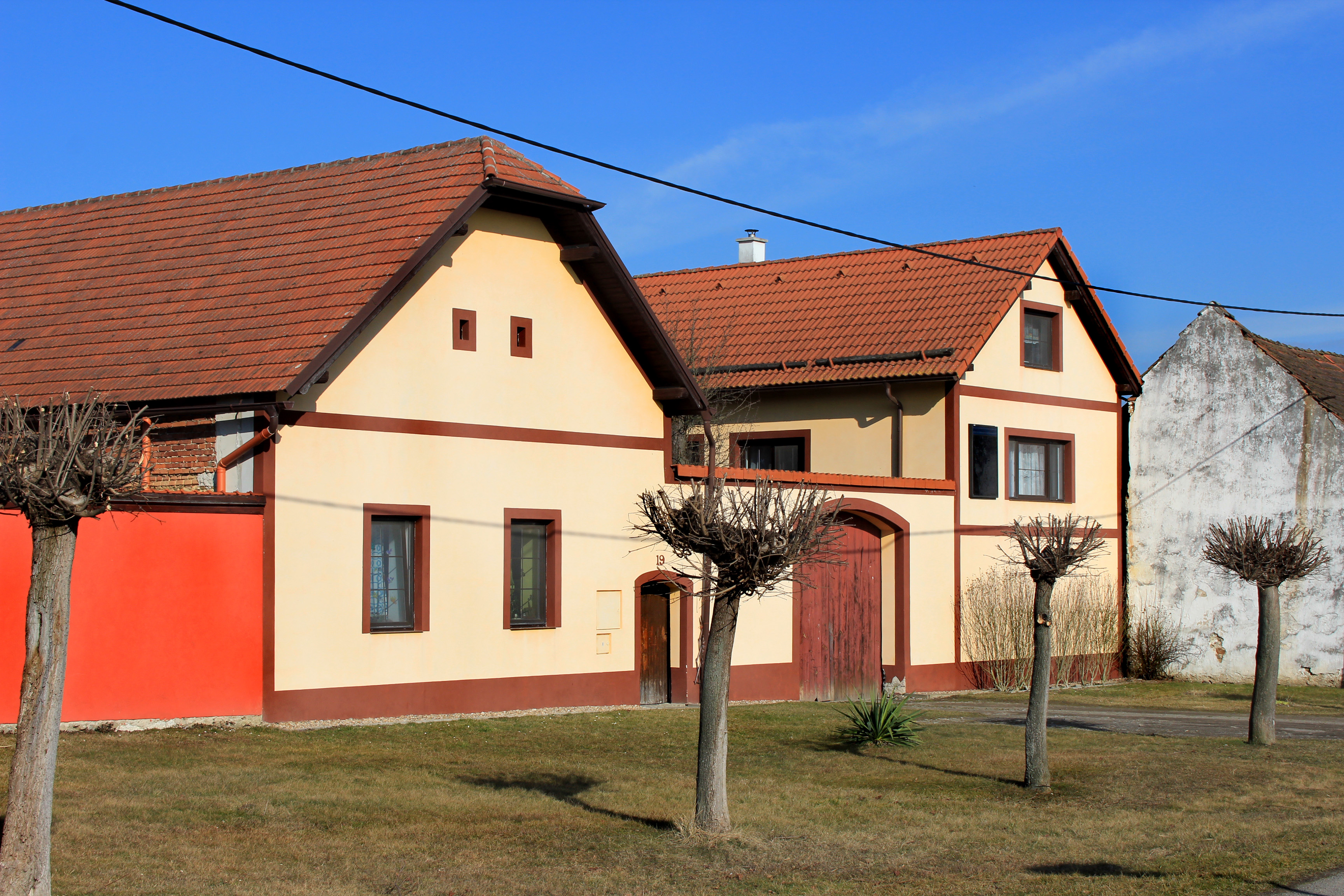
Bývalý statek
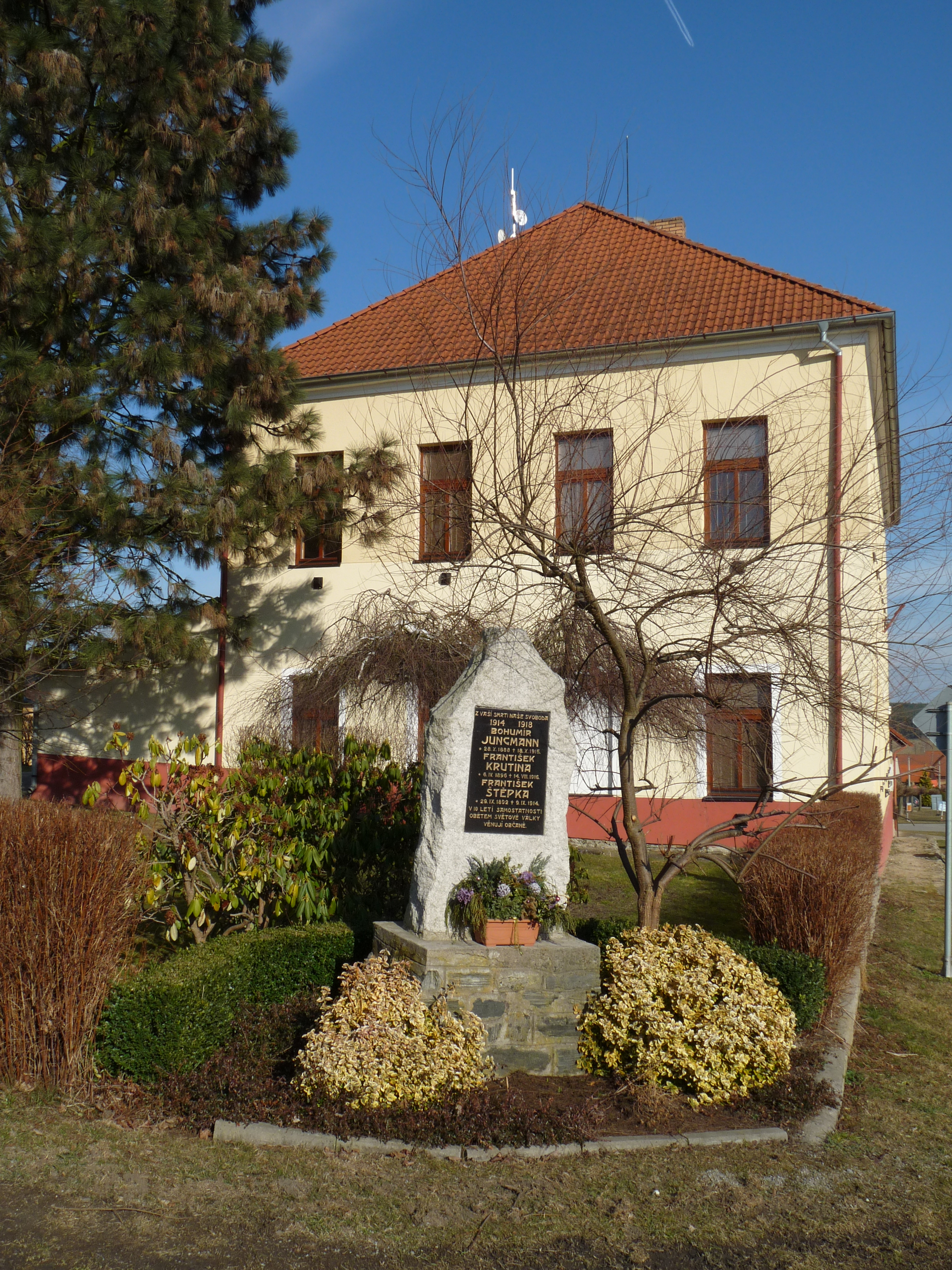
Památník před obecním úřadem
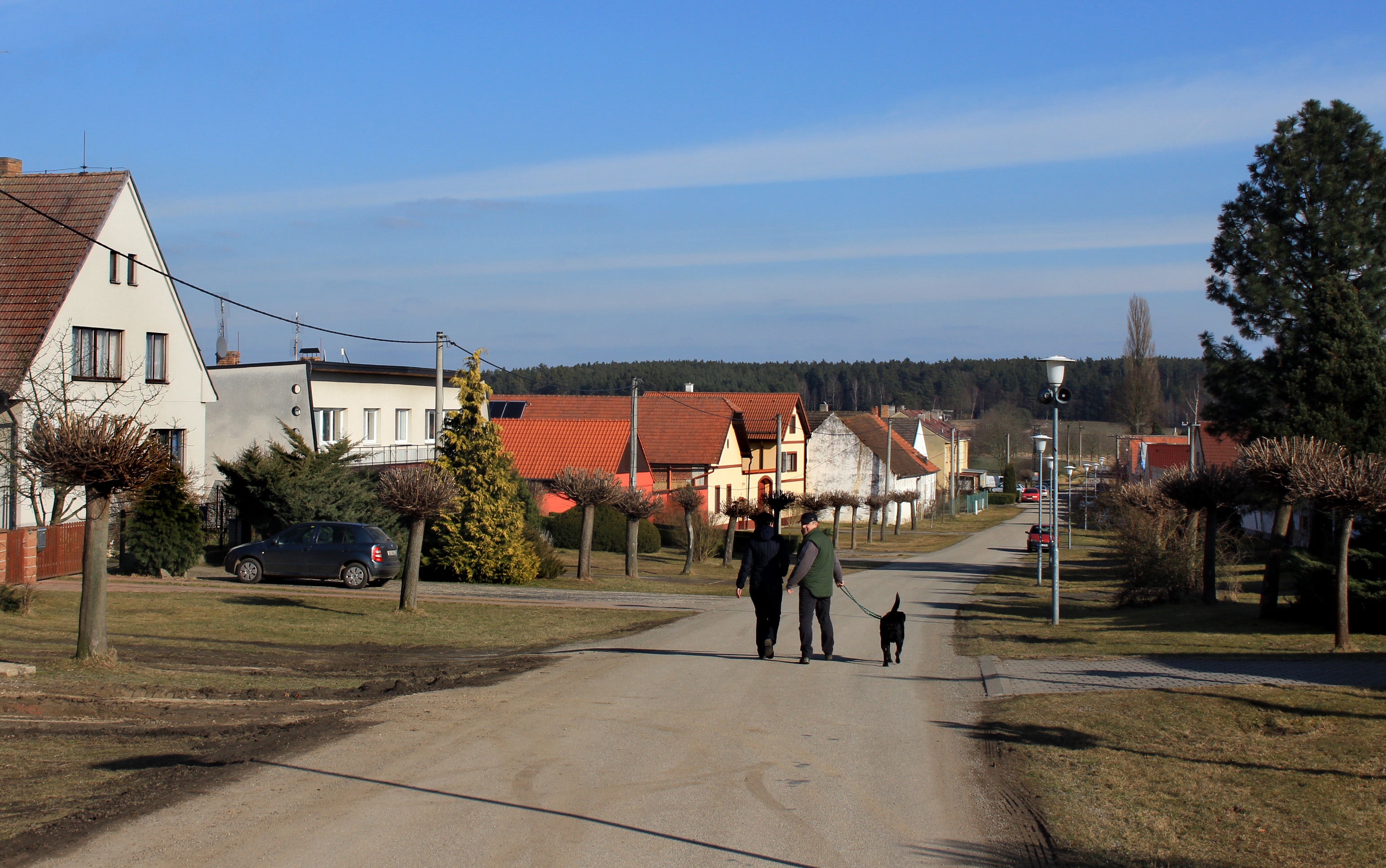
Východní část vsi